# Мусабек
Мусабе́к (каз. Мұсабек) — село у складі Коксуського району Жетисуської області Казахстану. Адміністративний центр Мусабецького сільського округу.
До 2007 року село називалось Кизиларик.
Населення — 1111 осіб (2021; 1102 у 2009, 1126 у 1999, 1375 у 1989).